# 12 de noviembre
El 12 de noviembre es el 316.º (tricentésimo decimosexto) día del año en el calendario gregoriano y el 317.º en los años bisiestos. Quedan 49 días para finalizar el año.

## Acontecimientos
- 764: en China, tropas tibetanas ocuparon durante quince días Chang'an, la capital de China de la Dinastía Tang.
- 954: en la Abadía de Saint-Remi, es coronado el rey Lotario a la edad de 13 años y sucede a su padre el rey Luis IV.
- 1029: en Bizancio, la emperatriz Zoe se casó con Romano III según los deseos de Constantino VIII.
- 1035: en Inglaterra, Haroldo Harefoot se proclamó rey.
- 1555: en Inglaterra, el Parlamento restableció el catolicismo.
- 1793: en Francia, Jean Sylvain Bailly, alcalde de París, fue guillotinado.
- 1812: en el Estado Libre de Cartagena se dio la Batalla de Mancomojan, durante la lucha por la Independencia de Colombia.
- 1833: se presenta una fuertísima lluvia de meteoros; bajo el nombre de las leónidas.
- 1835: en Texas los colonos crearon el gobierno provisional, durante la Independencia de Texas.
- 1838: en Nicaragua se promulga la abolición de la esclavitud con base a la Constitución Política del 12 de noviembre.
- 1863: en la aldea de Loma Blanca ―a 175 km al sureste de la villa de La Rioja (Argentina)― el Chacho Peñaloza (64) se rinde ante su primo Ricardo Vera (28); es asesinado a lanzazos y decapitado. Su cabeza es clavada en un poste en la plaza de Olta. Una de sus orejas presidió por mucho las reuniones de la clase culta de la villa de San Juan. Termina la resistencia argentina contra el Gobierno unitario de Buenos Aires.
- 1864: en Asunción, el presidente Francisco Solano López ordena la captura del buque brasileño Marqués de Olinda. Esta acción desencadena el inicio de la guerra de la Triple Alianza.
- 1866: en París (Francia), el director y dramaturgo Andrés Antoine comienza a revolucionar el teatro francés.
- 1872: en el mar Báltico, una marea ciclónica afecta las costas desde Dinamarca a Pomerania. El registro máximo de altura de las aguas llegó a 3,3 m. Murieron al menos 271 personas y 15 160 quedaron sin hogar.
- 1878: en los Estados Unidos, el presidente Rutherford B. Hayes emite el laudo arbitral sobre la región del Chaco Boreal delimitada por los ríos Paraguay, Pilcomayo y Verde, que resolvió la disputa de límites entre Argentina y Paraguay ocurrida luego de finalizada la guerra de la Triple Alianza.
- 1893: Pakistán y Afganistán firman el tratado de Durand Line y obtienen el reconocimiento internacional.
- 1912: en París finaliza la Exposición Universal, que registró más de 48 millones de visitas.
- 1905: en Noruega se realiza un referéndum para elegir entre monarquía o república.
- 1906: en el Parque de Bagatelle (París), el brasileño Alberto Santos Dumont a bordo del avión 14-Bis obtiene el récord mundial de duración de vuelo a distancia: recorre 220 metros en 21 segundos, a 41 km/h.
- 1912: en la Puerta del Sol (Madrid) es asesinado el presidente del Consejo de Ministros, José Canalejas.
- 1912: en la Antártida descubren el cadáver congelado del explorador británico Robert Scott (1868-1912).
- 1913: en Argentina se otorgaron los primeros diplomas y brevets de Aviador Militar a los ingenieros Jorge Alejandro Newbery y Alberto Roque Mascías, en reconocimiento a la labor realizada en la Dirección Técnica de la Escuela de Aviación Militar.[1]
- 1918: Austria se convierte en república.
- 1920: Italia y Yugoslavia firman el Tratado de Rapallo.
- 1923: la Unión Soviética adoptada su bandera oficial.
- 1927: León Trotski es expulsado del Partido Comunista de la Unión Soviética, dejando a Iósif Stalin el control absoluto de la Unión Soviética.
- 1936: en los Estados Unidos se inaugura el puente de la Bahía de San Francisco, el puente más largo del mundo en ese momento.
- 1938: Hermann Göring anuncia los planes del régimen nazi de hacer de Madagascar el «Hogar de los Judíos», una idea que fue propuesta por el periodista Theodor Herzl.
- 1941: en la Unión Soviética ―en el marco de la Segunda Guerra Mundial―, las temperaturas en los alrededores de Moscú bajan hasta los –12 °C y la Unión Soviética lanza por primera vez las «unidades alpinas» contra las congeladas fuerzas alemanas que se encuentran cerca de la ciudad.
- 1942: en Libia ―en el marco de la Segunda Guerra Mundial―, tropas británicas toman la ciudad de Tobruk.
- 1942: en el marco de la Segunda Guerra Mundial, en la isla Guadalcanal Japón y los Estados Unidos libran la batalla de Guadalcanal.
- 1944: en Tromsø (Noruega) —en el marco de la Segunda Guerra Mundial—, la Real Fuerza Aérea británica realizó uno de los más exitosos bombardeos, con 29 bombarderos Avro Lancaster.
- 1948: en Tokio se celebra el juicio internacional por los crímenes de guerra a siete militares japoneses, incluido el general Hideki Tōjō.
- 1959: en la Universidad de La Habana (Cuba), el comandante Raúl Castro proclama la constitución de las Milicias Estudiantiles Revolucionarias.
- 1959: en Ciudad Libertad (La Habana), el capitán Manuel Beatón ―quien más tarde se alzará contra la Revolución cubana en la Sierra Maestra― asesina al comandante revolucionario Cristino Naranjo Vázquez junto a su chofer Luis Nieves Peña.
- 1959: en Cuba, el Gobierno informa oficialmente al pueblo acerca de la desaparición del comandante Camilo Cienfuegos.
- 1963: en La Habana, el comandante Raúl Castro explica el proyecto de ley sobre el Servicio Militar Obligatorio.
- 1965: la Unión Soviética lanza hacia Venus la sonda Venera 2; pero esta dejará de funcionar antes de que poder enviar datos científicos.
- 1969: en el marco de la guerra de Vietnam, el periodista independiente Seymour Hersh devela la historia de la Matanza de My Lai perpetrada por tropas de Estados Unidos contra población civil.
- 1970: en Bangladés —por entonces Pakistán Oriental—, el ciclón tropical Bhola mata a medio millón de personas.
- 1971: en el marco de la guerra de Vietnam, el presidente Richard M. Nixon afirma que el 1 de febrero de 1972 enviará 45 000 soldados más a Vietnam.
- 1974: en República Dominicana se funda la Universidad Tecnológica de Santiago (UTESA), primera universidad privada de ese país que brinda un horario nocturno.
- 1979: como respuesta a la crisis de los rehenes en Irán, el presidente estadounidense Jimmy Carter ordena cancelar todo tratado petrolífero.
- 1980: la nave espacial estadounidense Voyager I hace su primera aproximación a Saturno y recoge las primeras imágenes de sus anillos.
- 1981: la nave espacial Transbordador espacial Columbia despega en su segunda misión STS 2.
- 1982: en la Unión Soviética, Yuri Andrópov se convierte en el secretario general del Partido Comunista, sucediendo a Leonid Brézhnev.
- 1982: Lech Walesa, líder del partido polaco Solidaridad, es liberado de la prisión después de once meses.
- 1984: en los Estados Unidos se lanza el disco Like a Virgin, de la cantante estadounidense Madonna, que venderá 25 millones de copias.
- 1985: la Comisión de Descolonización de la ONU aprueba, por consenso, una resolución que insta a los gobiernos de España y el Reino Unido a proseguir las negociaciones para una solución definitiva del contencioso sobre Gibraltar.
- 1985: en el restaurante madrileño O’Pazo se reúnen importantes personalidades del cine español, para discutir el estado de la cinematografía española. Sería el germen que permitiría el nacimiento, un año después, de la AACCE (Academia de las Artes y las Ciencias Cinematográficas de España).
- 1989: en El Salvador, dentro del contexto de la ofensiva insurgente lanzada por el FMLN el día anterior, el presidente Alfredo Cristiani ordena una intervención militar a la Universidad de El Salvador que la mantendría cerrada hasta el siguiente año.
- 1990: en Japón, Akihito es entronizado como 125.º emperador.
- 1990: en los Estados Unidos, Tim Berners-Lee publica la idea de la red de Internet.
- 1990: el productor Frank Farian revela públicamente el fraude del dúo alemán Milli Vanilli.
- 1991: en Dili (Timor Oriental) fuerzas indonesias abren fuego contra las protestas estudiantiles (Masacre de Dili).
- 1996: la Asamblea General de la ONU vota mayoritariamente en contra del embargo estadounidense contra Cuba.
- 1996: cerca de Nueva Delhi (India), un Boeing 747 de la Saudi Arabian Airlines y un Ilyushin Il-76 de carga kazajo colisionan en pleno vuelo, provocando la muerte de 349 pasajeros.
- 1996: en la ciudad de Nazca (Perú) sucede un terremoto.
- 1997: Ramzi Yousef es declarado culpable del atentado a las Torres Gemelas de 1993.
- 1997: en Uruguay, el Club Atlético Peñarol gana el Segundo Quinquenio de Oro de Peñarol en el fútbol uruguayo.
- 1997: En Asunción, Paraguay, Se emite por primera vez, la señal de Telefuturo.
- 1998: Cuba envía ayuda médica gratuita a Nicaragua por el desastre del huracán Mitch.
- 1998: en los Estados Unidos, Daimler-Benz acaba la fusión con Chrysler para formar la empresa Daimler-Chrysler.
- 1999: en Düzce (Turquía) sucede un terremoto de 7,2 grados en la escala de Richter.
- 2001: en Nueva York se reúnen por última vez los tres ex-Beatles sobrevivientes, Paul McCartney, Ringo Starr y George Harrison, a petición expresa de este último, quien fallecería 17 días después, el 29 de noviembre.
- 2001: en el distrito de Belle Harbor (en el barrio neoyorquino de Queens) se estrella un avión Airbus A300 de la American Airlines. Mueren 260 personas.
- 2001: fuerzas talibanas abandonan Kabul, la capital de Afganistán, debido al avance de la Alianza del Norte.
- 2002: La banda estadounidense de rock alternativo 3 Doors Down, lanza al mercado su segundo álbum de estudio titulado Away from the Sun.
- 2005: la Real Academia Española y la Asociación de Academias de la Lengua Española efectúan la presentación oficial del Diccionario panhispánico de dudas.
- 2006: en el río Tucapel (Cañete, Chile) mueren cerca de 20 personas por la caída de un bus (Tragedia de Cañete).
- 2007: Chris Jericho regresa a la WWE, interrumpiendo un segmento del campeón de la WWE en aquel entonces Randy Orton.
- 2010: en Guangzhou (República Popular China) comienzan los XVI Juegos Asiáticos.
- 2011: el primer ministro Silvio Berlusconi presenta su dimisión al ser aprobada la Ley de Presupuestos de 2012 que incluía las reformas económicas exigidas por la Unión Europea.
- 2014: Por primera vez aterriza una sonda espacial sobre un cometa (Philae, sobre el cometa 67P/Churiumov-Guerasimenko).
- 2015: en Beirut (Líbano) dos suicidas de la banda terrorista Estado Islámico detonan sendas bombas (Bombardeos en Beirut de 2015), con un saldo de 43 muertos y 230 heridos.
- 2017: en Costa Rica, un terremoto de 6,9 grados sacude a la región, matando a 3 personas.
- 2018: toma de la Torre Viasa en Venezuela, cuando efectivos de la Policía Nacional Bolivariana irrumpen en la torre en Caracas.
- 2019: en Canadá y Estados Unidos se lanza la plataforma de streaming Disney+.
- 2019: en Bolivia, Jeanine Áñez asume la presidencia del país con el objetivo de pacificar al país y convocar a nuevas elecciones.
- 2020: en México, Banxico emite el nuevo billete de 100 pesos
- 2020: en Estados Unidos se estrena la videoconsola de mesa PlayStation 5.
- 2021: en Ecuador tiene lugar la Masacre de la Penitenciaría de Guayaquil de noviembre de 2021
- 2021: en Estados Unidos, la cantante Taylor Swift publica Red (Taylor's Version), una regrabación de su cuarto álbum de estudio, Red.
- 2022: En Perú el Club Alianza Lima se corona bicampeón de la  Primera División del Perú, tras ganar la final a Foot Ball Club Melgar con un global de 2-1

## Nacimientos
- 1493: Baccio Bandinelli, escultor italiano (f. 1560).
- 1528: Qi Jiguang, general chino (f. 1588).
- 1615: Richard Baxter, clérigo inglés (f. 1691).
- 1627: Diego Luis de San Vitores, misionero jesuita español (f. 1672).
- 1651: sor Juana Inés de la Cruz, poetisa mexicana (f. 1695).
- 1657: José Agramunt, religioso dominico español (f. 1732).
- 1729: Francisco Javier Alegre, historiador y jesuita mexicano (f. 1788).
- 1729: Louis Antoine de Bougainville, explorador francés (f. 1811).
- 1746: Jacques Charles, físico y matemático francés (f. 1823).
- 1755: Gerhard von Scharnhorst, general prusiano (f. 1813).
- 1780: Manuel de Heras Soto, aristócrata y político mexicano (f. 1837).
- 1815: Elizabeth Cady Stanton, activista y feminista estadounidense (f. 1902).
- 1817: Bahá'u'lláh, fundador de la fe bajai (f. 1892).
- 1826: Alejandro Tapia y Rivera dramaturgo puertorriqueño. Reconocido como el padre de la literatura puertorriqueña (f. 1882).
- 1830: Brynjulf Bergslien, escultor noruego (f. 1898).
- 1832: Joan Baptista Grau i Vallespinós, clérigo español (f. 1893).
- 1833: Aleksandr Borodín, compositor ruso (f. 1887).
- 1833: Martín Rico, pintor español (f. 1908).
- 1840: Auguste Rodin, escultor francés (f. 1917).
- 1841: Diego Angulo Lemos, político colombiano (f. 1917).
- 1842: John Strutt, físico británico, premio nobel de física en 1904 (f. 1919).
- 1866: Sun Yat-sen, político chino (f. 1925).
- 1880: Enrique Olaya Herrera político colombiano (f. 1937).
- 1881: Maximilian von Weichs, militar alemán (f. 1958).
- 1882: María Teresa de Borbón, aristócrata española (f. 1912).
- 1886: Agustín Acosta Bello, poeta, abogado, notario y político cubano (f. 1979).
- 1886: Alfonso de Orleans, aristócrata y aviador militar español (f. 1975).
- 1896: Arturo Duperier, físico español (f. 1959).
- 1898: Leon Štukelj, gimnasta esloveno (f. 1999).
- 1899: Eunice Rivers, enfermera afroestadounidense, coordinadora del experimento Tuskegee sobre sífilis (f. 1986).
- 1901: Renée Méndez Capote, escritora cubana (f. 1989).
- 1903: Jack Oakie, actor estadounidense (f. 1978).
- 1904: Jacques Tourneur, cineasta franco-estadounidense (f. 1977).
- 1904: Luciano Durán Böger, escritor, poeta y novelista boliviano (f. 1996).
- 1908: Amon Göth, militar alemán, comandante de campos de concentración nazis (f. 1946).
- 1910: José Elías Moreno, actor mexicano (f. 1969).
- 1911: Buck Clayton, trompetista estadounidense (f. 1991).
- 1912: Doris Duke, millonaria y filántropa estadounidense (f. 1993).
- 1912: Luisa Vehil, actriz uruguaya (f. 1991).
- 1915: Roland Barthes, crítico, filósofo y escritor francés (f. 1980).
- 1916: Jean Papineau-Couture, compositor canadiense (f. 2000).
- 1917: Jo Stafford, cantante estadounidense (f. 2008).
- 1920: Richard Quine, cineasta estadounidense (f. 1989).
- 1922: Manuel Ulloa Elías, economista y político peruano (f. 1992).
- 1923: Rubén Bonifaz Nuño, poeta y clasicista mexicano (f. 2013).
- 1923: Alirio Díaz, músico venezolano (f. 2016).
- 1924: Jesús Kumate Rodríguez, médico y político mexicano (f. 2018).
- 1927: Yutaka Taniyama, matemático japonés (f. 1958).
- 1929: Michael Ende, escritor alemán (f. 1995).
- 1929: Grace Kelly, actriz estadounidense y princesa de Mónaco (f. 1982).
- 1932: Benjamín Teplizky, político chileno (f. 1997).
- 1933: Mohamed Alí Seineldín, militar argentino (f. 2009).
- 1933: Borislav Ivkov, ajedrecista serbio (n. 2022).
- 1933: Jalal Talabani, político iraquí, presidente de Irak entre 2005 y 2014 (f. 2017).

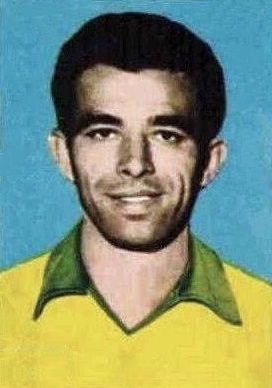
Vavá

- 1934: Charles Manson, asesino estadounidense (f. 2017).
- 1934: Vavá, futbolista brasileño (f. 2002).
- 1939: Lucia Popp, soprano eslovaca.
- 1941: Cristina Peri Rossi, poetisa, narradora y ensayista uruguaya.
- 1943: Arnaldo André, actor paraguayo.
- 1943: Wallace Shawn, actor estadounidense.
- 1944: Booker T. Jones, cantante y compositor estadounidense.
- 1945: Neil Young, cantante y compositor canadiense.
- 1947: Patrice Leconte, cineasta francés.
- 1947: Joaquín Kremel, actor español.
- 1948: Hasán Rouhaní, diplomático y político iraní, presidente de Irán entre 2013 y 2021.
- 1951: Luis Cobo, guitarrista y compositor español, de la banda Guadalquivir.
- 1951: Eric Maluenda, músico percusionista, vientista y cantante chileno. (f. 2005).
- 1953: Vasilis Karras, cantante griego.
- 1953: Jaime Roos, músico, compositor y productor uruguayo de música popular.
- 1957: Cécilia Sarkozy, política francesa, exesposa del presidente Nicolás Sarkozý.
- 1958: Megan Mullally, actriz estadounidense.
- 1960: Maurane, cantante belga.
- 1961: Nadia Comaneci, gimnasta rumana.
- 1961: Enzo Francescoli, futbolista uruguayo.
- 1962: Alfredo Casero, actor, humorista y músico argentino.
- 1962: Brix Smith, músico británico, de la banda The Fall.
- 1963: Juan Francisco Alemany, jugador de balonmano español.
- 1964: David Ellefson, músico estadounidense, de la banda Megadeth.
- 1964: Carlos Alcántara, actor y humorista peruano.
- 1964: Thomas Berthold, futbolista alemán.
- 1964: Daniel Rendón, narcotraficante colombiano.
- 1964: Vic Chesnutt, cantante y compositor estadounidense (f. 2009).
- 1967: Carlos Alberto Baena, abogado y político colombiano.
- 1967: Michael Moorer, boxeador estadounidense.
- 1967: Grant Nicholas, músico británico, de la banda Feeder.
- 1968: Aaron Stainthorpe, cantante británico, de la banda My Dying Bride.
- 1968: Sammy Sosa, beisbolista dominicano.
- 1969: Johnny Gosch, niño estadounidense desaparecido con 12 años en misteriosas circunstancias en 1982.
- 1969: Kathleen Hanna, cantante y compositor estadounidense.
- 1970: Craig Parker, actor neozelandés.
- 1970: Héctor Arredondo, actor mexicano (f. 2014).
- 1970: Tonya Harding, patinadora sobre hielo estadounidense.
- 1970: Óscar Strasnoy, compositor argentino.
- 1972: Sergio Lagos, periodista chileno.
- 1972: Ann Lee, cantante británica.
- 1972: Vassilis Tsartas, futbolista griego.
- 1973: Ibrahim Ba, futbolista francés.
- 1973: Mayte García, bailarina estadounidense.
- 1973: Radha Mitchell, actriz australiana.
- 1973: Roger Gual, director de cine español.
- 1975: Dario Šimić, futbolista croata.

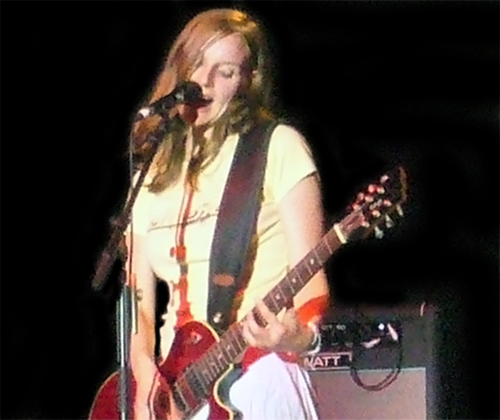
Judith Holofernes

- 1976: Judith Holofernes, cantante alemana, de la banda Wir sind Helden.
- 1976: Mirosław Szymkowiak, futbolista polaco.
- 1977: Paul Hanley, tenista australiano.
- 1977: Dalene Kurtis, modelo estadounidense.
- 1977: Benni McCarthy, futbolista surafricano.
- 1978: Eric Addo, futbolista ghanés.
- 1978: Mista, futbolista español.
- 1978: Alexandra Maria Lara, actriz rumana.
- 1978: Ashley Williams, actriz estadounidense.
- 1979: Matt Cappotelli, luchador profesional estadounidense.
- 1979: Corey Maggette, baloncestista estadounidense.
- 1979: Coté de Pablo, actriz chilena.

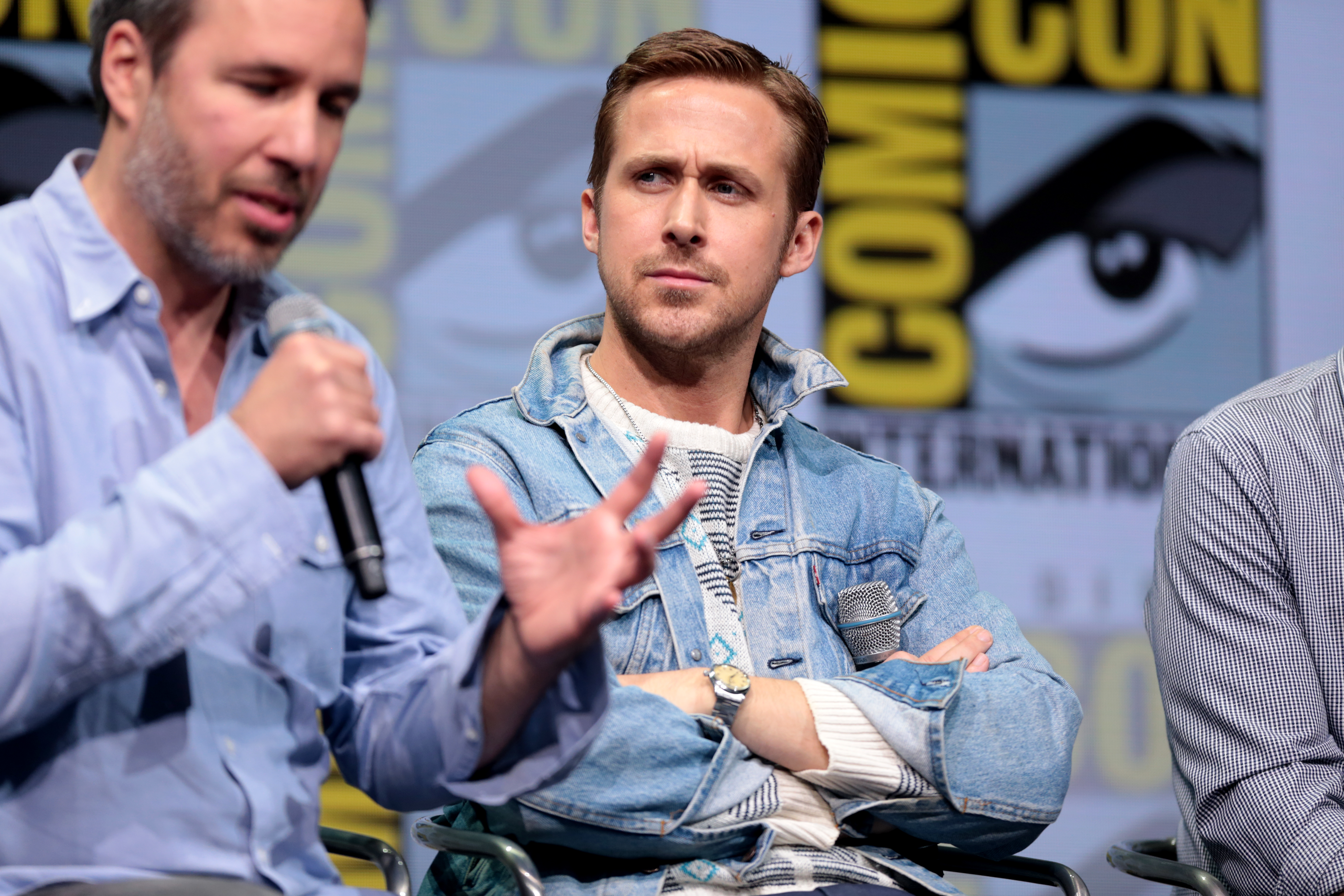
Ryan Gosling

- 1980: Ryan Gosling, actor canadiense.
- 1981: Sebastián Caicedo, es un actor colombiano.
- 1981: Sergio Floccari, futbolista italiano.
- 1982: Anne Hathaway, actriz estadounidense.
- 1982: Ellen Oléria, cantautora y actriz brasileña.
- 1982: Óscar Javier González Marcos, futbolista español.
- 1984: Sandara Park, cantante surcoreana.
- 1985: Arianny Celeste, modelo estadounidense.
- 1986: Ignazio Abate, futbolista italiano.
- 1987: Juan José Ballesta, actor español.
- 1987: Anna Rudolf, ajedrecista húngara.
- 1988: Russell Westbrook, jugador estadounidense de baloncesto.
- 1990: James McCarthy, futbolista irlandés.
- 1990: Harmeet Singh, futbolista noruego.
- 1990: Florent Manaudou, nadador y jugador de balonmano francés.
- 1991: Roberto Inglese, futbolista italiano.
- 1992: Katia Zuccarelli, cantante canadiense.
- 1993: James Wilby, nadador británico.

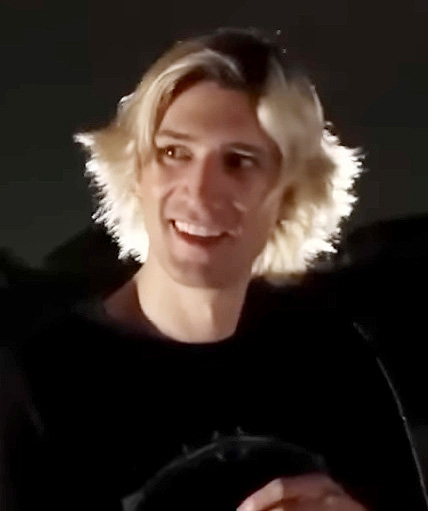
xQc

- 1995: xQc, realizador de directos canadiense.
- 1996: Vincenzo Albanese, ciclista italiano.
- 1996: Alexis De Sart, futbolista belga.
- 1996: Victorien Adebayor, futbolista nigerino.
- 1997: Robson Bambu, futbolista brasileño.
- 1997: Lea Schüller, futbolista alemana.
- 1997: Marvin Fletes, futbolista nicaragüense.
- 1998: Jules Koundé, futbolista francés.
- 1999: Addison Barger, beisbolista estadounidense.
- 1999: Au'Diese Toney, baloncestista estadounidense.
- 1999: Yoojung, cantante surcoreana.
- 1999: Patrizia van der Weken, atleta luxemburguesa.
- 2001: Raffey Cassidy, actriz británica.
- 2001: Sem Steijn, futbolista neerlandés.
- 2002: Alberto Vaquero, futbolista español.
- 2005: Andrei Borza, futbolista rumano.
- 2007: Patrik Kristal, futbolista estonio.

## Fallecimientos

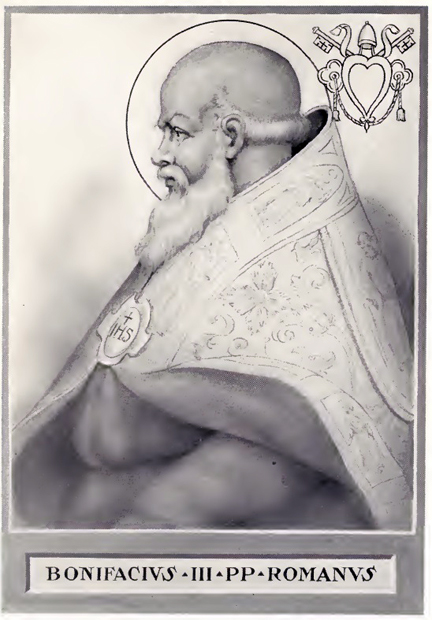
Bonifacio III

- 607: Bonifacio III, papa de la Iglesia católica en 607 (n. antes de 560).
- 1035: Canuto el Grande, rey vikingo de Dinamarca, Noruega e Inglaterra (n. 995).
- 1094: Duncan II, rey escocés (n. 1060).
- 1434: Luis III, rey napolitano entre 1417 y 1434 (n. 1403).
- 1555: Stephen Gardiner, arzobispo y político inglés (n. 1483).
- 1567: Anne de Montmorency, aristócrata y militar francés (n. 1492).
- 1595: John Hawkins, constructor naval y comerciante inglés (n. 1532).
- 1617: Amyas Preston, corsario inglés (n. antes de 1560).
- 1667: Hans Nansen, aristócrata danés (n. 1598).
- 1671: Thomas Fairfax, general británico (n. 1612).
- 1730: Juan de Cabrera, teólogo jesuita, filósofo y escritor español (n. 1658).
- 1742: Friedrich Hoffmann, físico y químico alemán (n. 1660).
- 1757: Colley Cibber, actor, poeta y dramaturgo británico (n. 1671).
- 1832: José Matías Delgado, eclesiástico y político salvadoreño (n. 1767).
- 1836: Juan Ramón Balcarce, político y líder militar argentino (n. 1773).
- 1844: Jerónimo Merino, sacerdote, guerrillero y militar español (n. 1769).
- 1857: Manuel Oribe, militar y político uruguayo (n. 1792).
- 1865: Elizabeth Gaskell, novelista británica (n. 1810).
- 1912: José Canalejas, político y escritor español (n. 1854).
- 1916: Percival Lowell, astrónomo estadounidense (n. 1855).
- 1921: Fernand Khnopff, pintor y dibujante belga (n. 1858).
- 1926: José Nakens, periodista y activista español (n. 1841).
- 1939: Norman Bethune, médico canadiense (n. 1890).
- 1940: Alejandro García Caturla, compositor cubano (n. 1906).
- 1942: Amparo López Jean, galleguista y sufragista española (n. 1885).
- 1944: Julián García Núñez, arquitecto argentino (n. 1875).
- 1946: Hugo Obermaier, sacerdote y paleontólogo alemán (n. 1877).
- 1947: Baronesa Orczy, escritora británica de origen húngaro (n. 1865).
- 1948: Umberto Giordano, compositor italiano (n. 1867).
- 1955: Alfréd Hajós, nadador húngaro (n. 1878).
- 1955: Tin Ujević, poeta croata (n. 1891).
- 1956: Juan Negrín, científico y político español (n. 1892).
- 1962: Roque González Garza, político mexicano (n. 1885).
- 1963: José María Gatica, boxeador argentino (n. 1925).
- 1972: Rudolf Friml, compositor alemán (n. 1879).
- 1976: Walter Piston, compositor estadounidense (n. 1894).
- 1982: Patrick Cowley, músico y tecladista estadounidense (n. 1950).
- 1984: Chester Himes, escritor estadounidense (n. 1909).
- 1989: Dolores Ibárruri (La Pasionaria), política comunista española (n. 1895).
- 1990: Eve Arden, actriz estadounidense (n. 1908).
- 1994: Wilma Rudolph, atleta estadounidense (n. 1940).
- 1997: Nina Rusakova, aviadora militar soviética (n. 1915).
- 1999: Antonio González Batista, El Pescaílla, guitarrista y cantaor español (n. 1926).
- 2000: Franck Pourcel, director de orquesta francés (n. 1913).
- 2002: Raoul Diagne, futbolista y entrenador francés (n. 1910).
- 2003: Jesús Manuel Estrada, fue un cantante colombiano de vallenato. (n. 1963).
- 2003: Jonathan Brandis, actor estadounidense (n. 1976).
- 2003: Whitfield Cook, guionista y escritor estadounidense (n. 1909).
- 2003: Penny Singleton, actriz estadounidense (n. 1908).
- 2007: Ira Levin, escritor estadounidense de suspense (n. 1929).

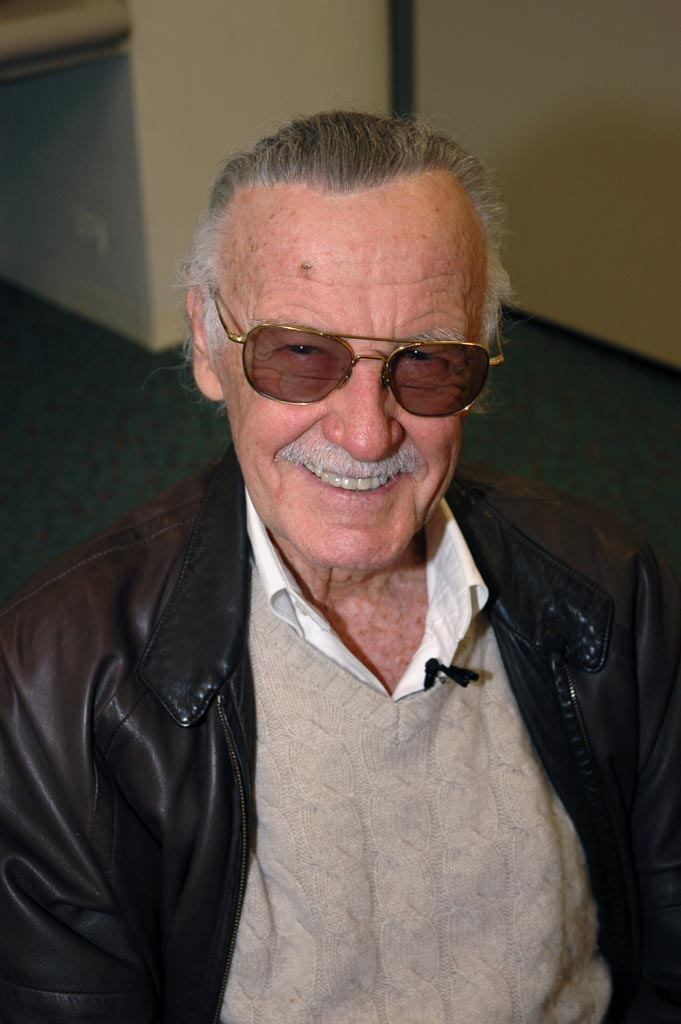
Stan Lee.

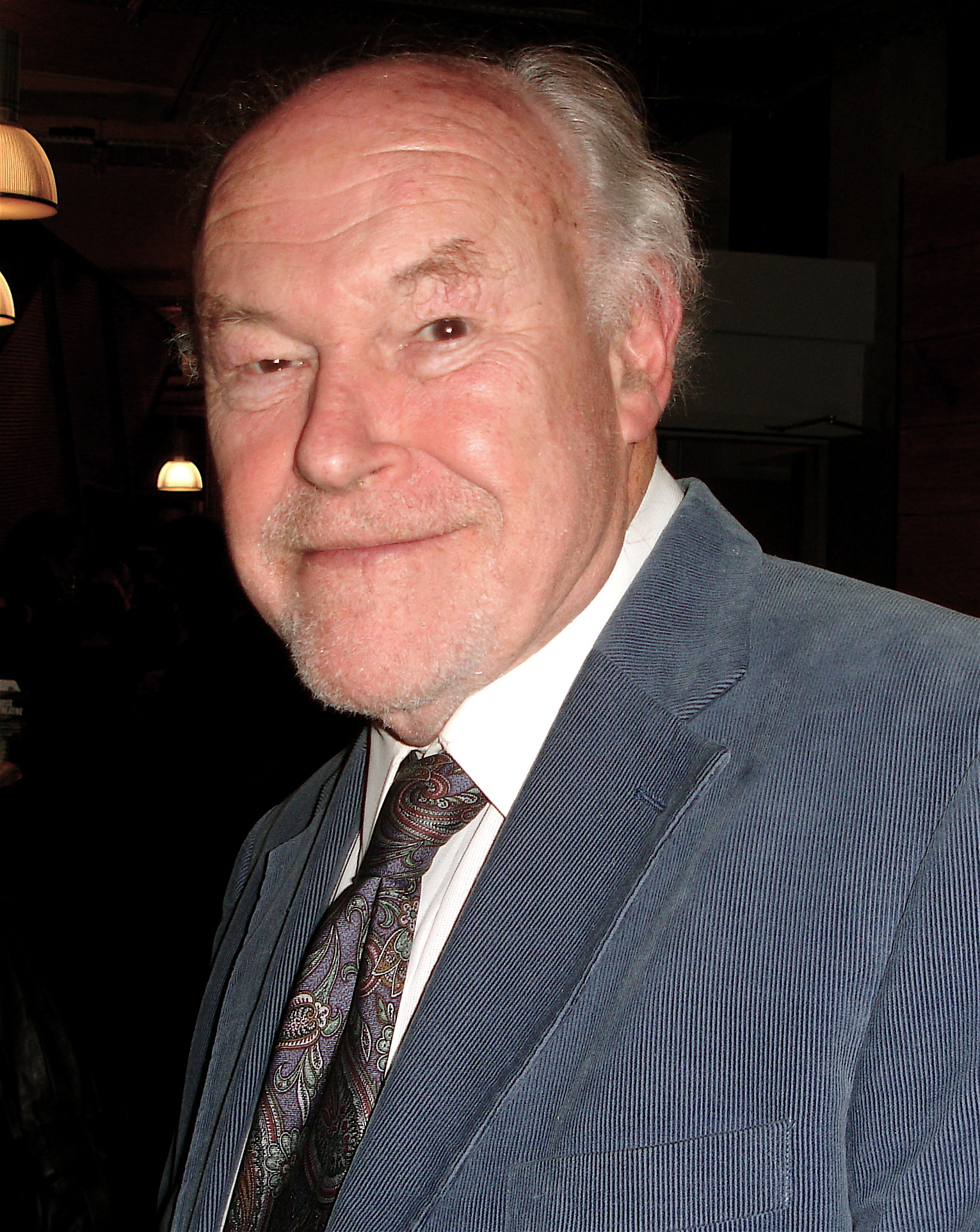
Timothy West.

- 2008: Mitch Mitchell, baterista británico, de la banda The Jimi Hendrix Experience (n. 1947).
- 2010: Gustavo Escanlar, periodista y escritor uruguayo (n. 1962).
- 2010: Ernst von Glasersfeld, filósofo alemán (n. 1917).
- 2010: Henryk Górecki, compositor polaco (n. 1933).
- 2011: María Jesús Valdés, actriz española (n. 1927).
- 2012: Emilio Villanueva, saxofonista argentino, de la banda Memphis la Blusera (n. 1959).
- 2013: John Tavener, compositor británico (n. 1944).
- 2013: Kurt Trampedach, pintor danés (n. 1943).
- 2014: Carlos Emilio Morales, guitarrista cubano (n. 1939).
- 2016: Lupita Tovar, actriz mexicana (n. 1910).
- 2018: Stan Lee, escritor y editor de cómics estadounidense (n. 1922).
- 2018: David Pearson, piloto estadounidense de automóviles stock (n. 1934).
- 2020: Masatoshi Koshiba, físico japonés, premio nobel de física en 2002 (n. 1926).
- 2020: Jerry Rawlings, militar y político ghanés, presidente de Ghana entre 1993 y 2001 (n. 1943).
- 2020: Nelly Kaplan, escritora y cineasta francoargentina (n. 1931).
- 2020: Alfonso Ortiz, actor y director teatral colombiano. (n. 1946).
- 2021: Bob Bondurant, piloto estadounidense de automovilismo (n. 1933).
- 2021: Ágata Lys, actriz española (n. 1953).
- 2021: Mariana Prommel, actriz y conductora argentina (n. 1968).
- 2022: Mehran Karimi Nasseri, político iraní (n. 1945).
- 2023: Joan Jara, bailarina y activista política británica, naturalizada chilena. (n. 1927).
- 2023: Aníbal Vázquez, político español (n. 1954).
- 2024: Timothy West, actor británico (n. 1934).
- 2024: Song Jae Rim, actor y modelo surcoreano (n. 1985).

## Celebraciones
- Día Mundial contra la Neumonía. Para alertar sobre esa enfermedad, la principal causa de muerte de niños menores de cinco años.

- Día Mundial Contra la Obesidad. Para concientizar sobre la importancia de prevenir y tratar la obesidad, así como promover cambios en el estilo de vida que favorezcan la adopción de hábitos saludables. La obesidad está asociada a numerosas enfermedades y a una reducción de la calidad de vida. El sedentarismo, la mala alimentación y el estrés son algunos de los factores que contribuyen su aumento.

 Por países
(Por orden alfabético)
- Argentina: 
  -  Ejército Argentino: Día de las Tropas de Monte (Día de la Aptitud Especial de Monte).[2]
Celebran su día las esforzadas tropas que trabajan en el ambiente geográfico particular de monte.

- Ecuador: 
  - Independencia de Ambato en 1820.

- Estados Unidos: 
  - Día Nacional de Sopa de Pollo para el Alma (serie de libros).
  - El Día de la Rata y el Ratón. Fancy Rat es la rata marrón domesticada y Fancy Mouse es ratón doméstico.
(en inglés: Fancy Rat & Mouse Day).
  - Día Nacional de la Hora Feliz.
(en inglés: National Happy Hour Day).
  - Día Nacional del French Dip.

- México: 
  - Día Nacional del Libro.[3]Para honrar el natalicio de Sor Juana Inés de la Cruz, máxima exponente de la literatura mexicana.
  - Día del Cartero.[4]

- Tuvalu: 
  - Día del Príncipe de Gales.

- Uruguay: 
  - Día Nacional del Donante Voluntario de Sangre.

### Santoral católico
- Santa Agustina Pietrantoni.[5]
- San Cuniberto de Colonia.[5]
- San Emiliano de la Cogolla.[5]
- San Hesiquio de Vienne.[5]

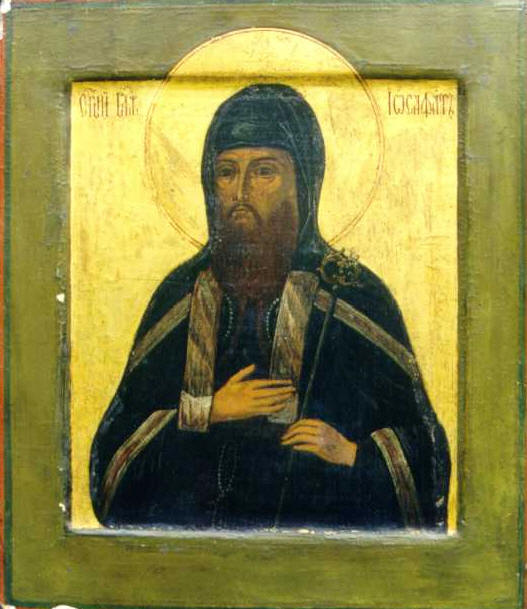
Icono de San Josafat.

- San Josafat Kuncewicz (imagen ilustrativa).[5]Mártir de la Iglesia de origen polaco. Es santo patrón de Ucrania. También de los enfermos de las piernas y de los pies planos y de los practicantes de artes marciales. Se destacó por sus esfuerzos para promover la unidad entre la Iglesia Católica y la Iglesia Ortodoxa. Es considerado un mártir de la unidad y la reconciliación entre las dos iglesias y se le venera como patrono de la unidad de la Iglesia.
- San Labuino de Daventer.[5]
- San Macario de Maleo.[5]
- San Margarito Flores.[5]
- San Nilo de Ancira.[5]
- Beato Gabriel Ferretti.[5]
- Beato José Medes Ferris.[5]
- Beato Juan Cin de Paz.[5]

 Por países
(Por orden alfabético)
- Argentina: 
  - Nuestra Señora de Itatí, Patrona de las Tropas de Monte del Ejército Argentino.[6]

- España: 
  - San Millán en San Millán de la Cogolla (La Rioja) y Castilla.